# Orcs Must Die!
Orcs Must Die! è un videogioco tower defense dotato di visuale in terza persona, sviluppato da Robot Entertainment e pubblicato da Microsoft Studios su Xbox Live il 5 ottobre 2011 e successivamente su Microsoft Windows, il 12 ottobre dello stesso anno.

## Trama
Nel videogioco impersoniamo un mago-guerriero il quale, a causa della morte del proprio mentore, si ritrova da solo a difendere le brecce che portano la magia nel mondo le quali sono costantemente attaccate da orde di "orchetti" e altre creature.
Le cose si complicano ulteriormente quando il protagonista inizia a sentire una voce, appartenente a una strega (personaggio giocabile nel sequel).

## Modalità di gioco
Orcs Must Die! riporta meccaniche simili a quelle di un tower defense, dal momento che si basa inizialmente sul posizionare trappole lungo il percorso, che sarà attraversato da orde sempre più numerose di nemici; quindi il giocatore deve partecipare attivamente, uccidendo i nemici con varie armi e incantesimi.
Alla fine dell'ultima ondata, saremo premiati con dei teschi, i quali saranno spendibili per potenziare le trappole o le abilità del protagonista.